# Cynisca kigomensis
Cynisca kigomensis — вид плазунів з родини амфісбенових (Amphisbaenidae). Ендемік Нігерії.

## Поширення і екологія
Cynisca kigomensis відомі з типової місцевості, розташованої серед пагорбів Кігом в штаті Кадуна, на захід від плато Джос, на висоті 1300 м над рівнем моря. Вони живуть в сухих саванах.

## Збереження
МСОП класифікує цей вид як такий, що перебуває на межі зникнення. Cynisca kigomensis загрожує знищення природного середовища.